# Климович, Петр Титович
Петр Титович Климович (1855—1920) — государственный деятель УНР, министр финансов в правительстве Голубовича. Общественный и политический деятель, адвокат, участник движения громад в Российской империи. Жертва репрессий.

## Биография
Родился в семье православного священника.
Окончил Полтавскую духовную семинарию, затем юридический факультет Новороссийского университета в Одессе (1878) со степенью кандидата права, занимался адвокатурой.
Член Одесской старой громады (конец 1870-х). Арестованный и заключенный за передачу денег арестованным членам общины, автор оправдательного письма членов общины к одесского градоначальника О.Гейнца (ноябрь 1879). Освобожден из заключения 1880 и уехал в Австрию, затем переехал в Швейцарию. Как представитель одесской общины встречался с М. Драгомановым в Женеве (1881).
Работал в должности помощника секретаря Земского банка Херсонской губернии. Поскольку непосредственным руководителем Климовича в этом учреждении был Павел Зелёный, то после избрания последнего мэром Одессы, в 1899 Климовича избран членом Одесской городской управы. Он знал сложной «строительной частью» управы — полностью отвечал за строительство и благоустройство в городе. Немало сделал для улучшения работы одесского водопровода, канализации, вывоза мусора, экологии, транспортного сообщения с пригородами, мощения и расширение улиц, организации трамвайного сообщения.
В 1901 был вновь избран членом управы на следующий срок. Кроме того приобретенный авторитет позволил ему баллотировался в гласных думы и 15 января 1901 среди 38 человек, избранных гласными одесской городской думы на 1901—1904 годы, есть и «кандидат права Петр Титович Климович».
В начале 1904 Климович вынужден возглавить и одесский водопровод (было выявлено злоупотребление его предыдущего руководителя). Под его руководством осуществлена ревизия расходов этого необходимого для города объекта, в апреле 1904 проведен ряд испытаний новых машин водопровода. 22 мая 1904 на заседании Одесского общества взаимного кредита его председателем избран Петр Климович. В связи с этим он по собственному заявлению оставил должность члена городской управы.
В начале 1905 Климович вновь избран гласным Одесской городской думы.
Участвовал в подготовке издания «Словарь русско-украинский» (Львов, 1893-98).
1906 — Климович среди организаторов и первых руководителей одесской «Просвиты».
До 1917 года занимал должность председателя Одесского отделения Российско-Английской торговой палаты, был председателем экономического отдела одесского отделения Русского технического общества, а также главным представителем Петербургского общества страхования в Одессе.
5 апреля 1918 на Совете народных министров УНР по представлению В.Голубовича, Климович назначен на должность управляющего Министерством финансов. После роспуска 30 апреля Совета министров УНР гетманом Скоропадским, участия в работе украинских правительств не принимал.
По возвращении в Одессу продолжал находиться в правлении Одесского общества взаимного кредита, 2 июля 1918 избран его председателем.
В то же время участвовал в украинском движении. 6 июля 1918 Одесский городской Украинский совет избрал Петра Климовича своим председателем. Оставаясь в Одессе, продолжал деятельность и в составе «Просвиты».
Казнён большевиками в Одессе как член правительства времен Украинской Центральной Рады. Климович попал в список из 157 человек — в основном членов «Просвиты», арестованных Одесской ГубЧК с 30 мая по 8 июня 1920 за участие в «подпольной петлюровской организации». После заседания ГубЧК 14 июня 1920 большинство из них, в том числе Петр Титович Климович, были убиты.